# 올림픽 수영 경기장 목록

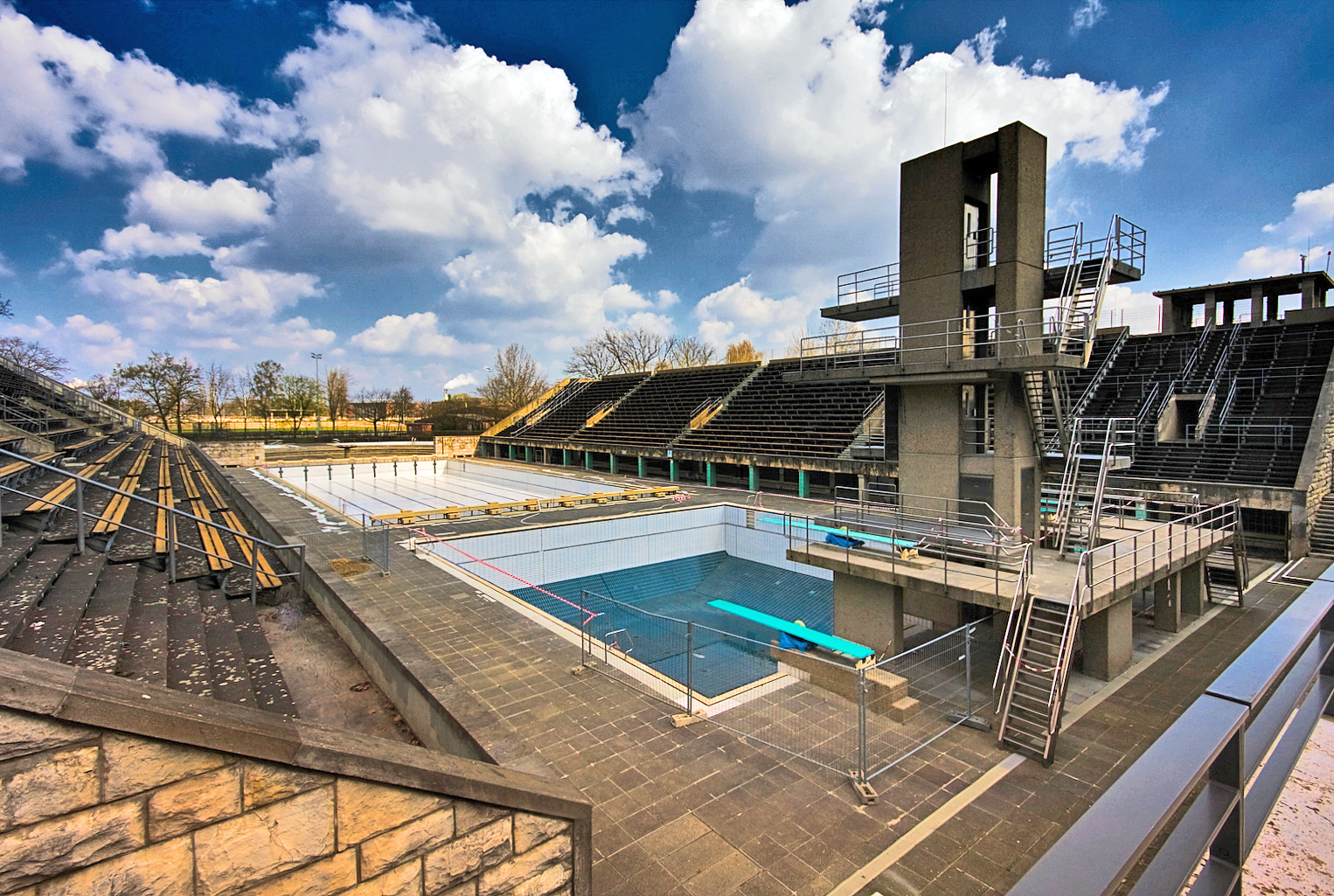

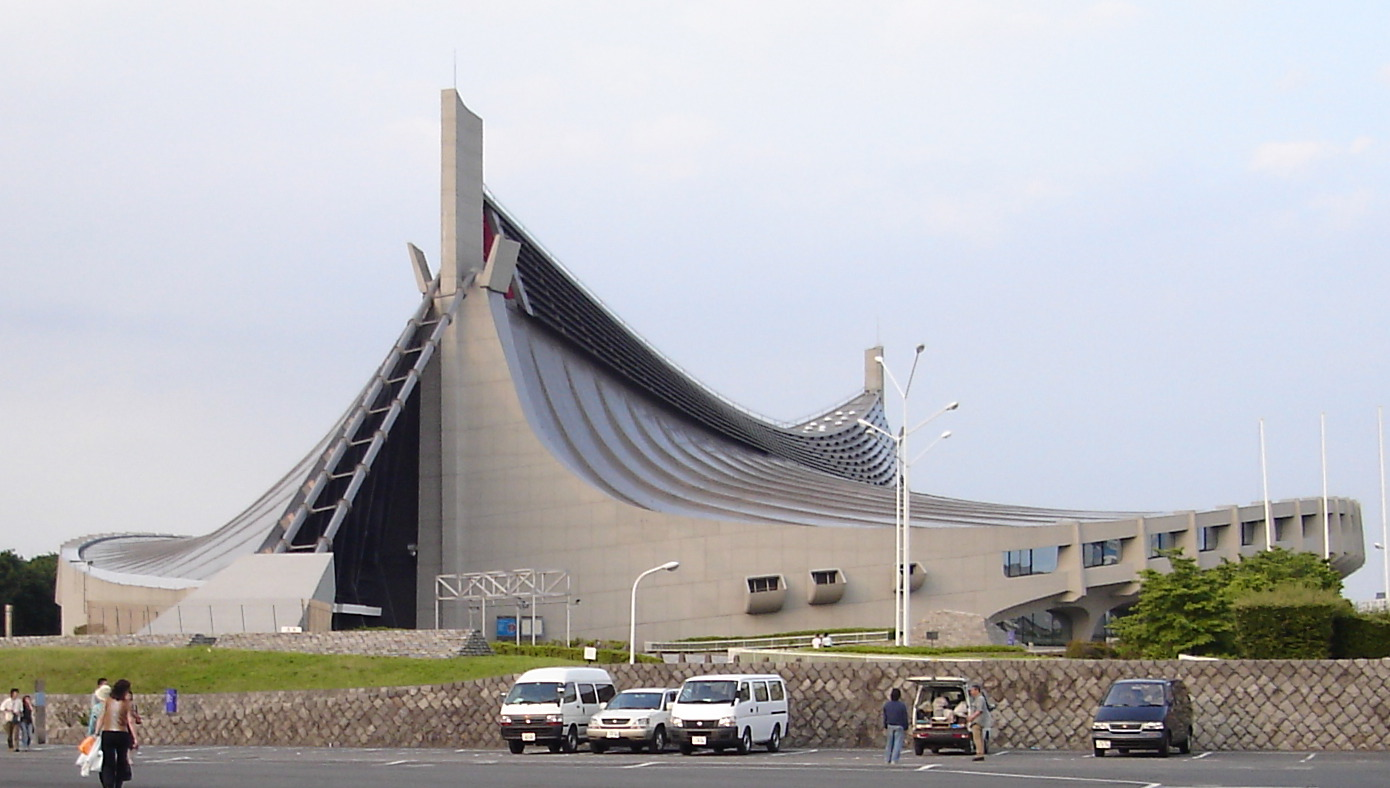

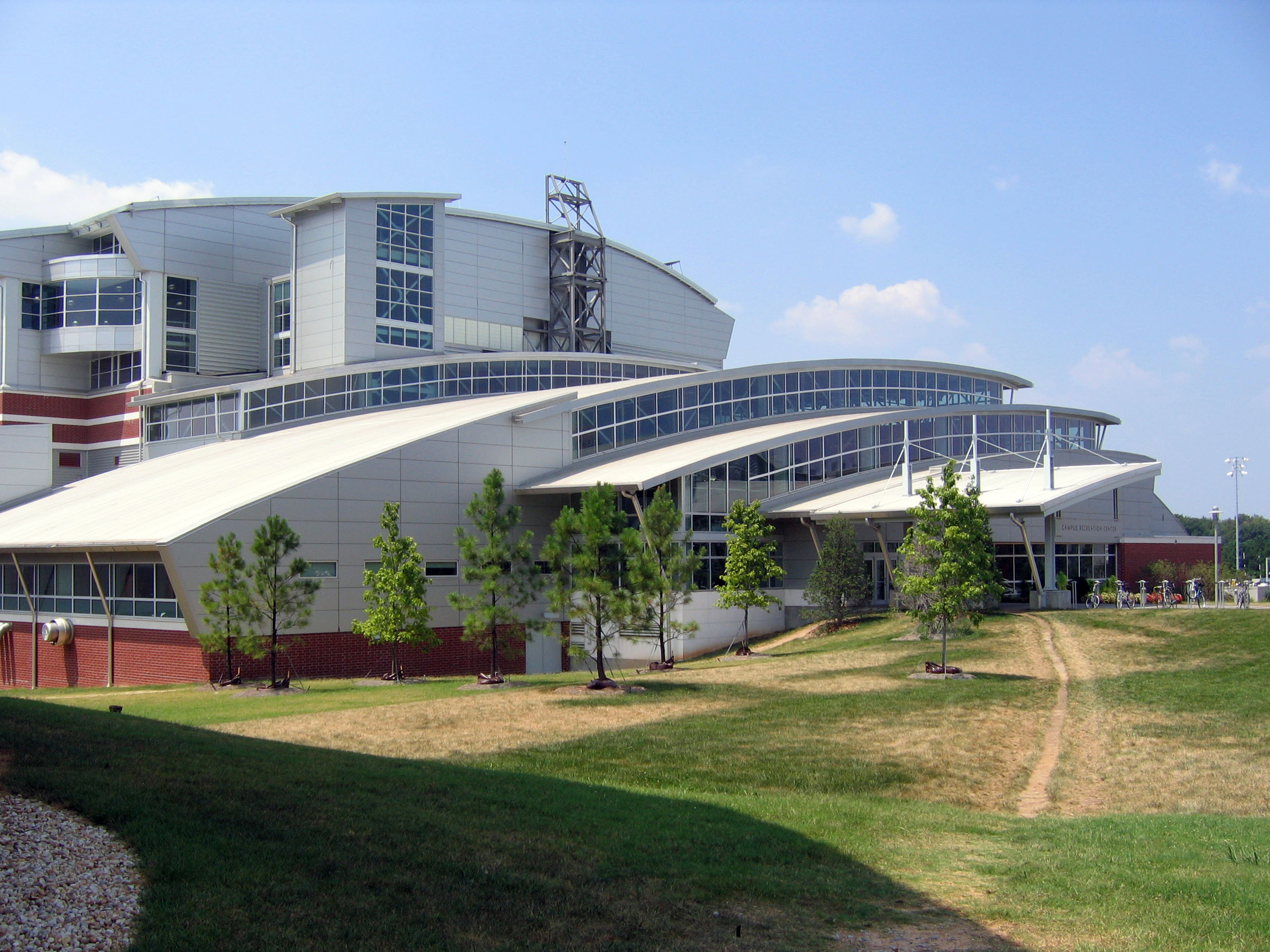

하계 올림픽에는 올림픽 수영 종목에 사용되었거나 사용 예정인 31개의 경기장이 있다. 첫번째 대회는 1896년 올림픽때 제아만에서 열렸다. 4년후, 올림픽 수영 경기는 세이네 강에서 열렸다. 이들은 1904년 루이지애나 만국 박람회와 같은 장소에서 열렸던 행사의 일부였다. 1908년 올림픽에서, 호수나 강이 아닌 장소에서 최초의 수영 경기가 열렸다. 1920년 올림픽이 되어서야 수중 경기를 위한 별도의 장소가 만들어졌다. 실내 수영 경기가 개최된 최초의 대회는 2차 세계 대전 이후인 1948년 올림픽이었다.

## 경기장 목록
| 회     | 연도   | 개최국         | 개최 도시      | 경기장                                         | 수용 인원                  | 각주              |        |        |
| 제1회  | 1896년 | 그리스         | 아테네         | Bay of Zea                                     | 없음.                      | [ 1 ]             |        |        |
| 제2회  | 1900년 | 프랑스         | 파리           | Seine                                          | 없음.                      | [ 2 ]             |        |        |
| 제3회  | 1904년 | 미국           | 세인트루이스   | Forest Park                                    | Not listed.                | [ 3 ]             |        |        |
| 제4회  | 1908년 | 영국           | 런던           | White City Stadium                             | 97,000.                    | [ 4 ]             |        |        |
| 제5회  | 1912년 | 스웨덴         | 스톡홀름       | Djurgårdsbrunnsviken                           | Not listed.                | [ 7 ]             |        |        |
| 제5회  | 1916년 | 독일           | 베를린         | 전쟁으로 취소됨                                |                            |                   |        |        |
| 제7회  | 1920년 | 벨기에         | 안트베르펜     | Stade Nautique d'Antwerp                       | Not listed.                | [ 8 ] [ 5 ] [ 9 ] |        |        |
| 제8회  | 1924년 | 프랑스         | 파리           | Piscine des Tourelles                          | 8,023                      | [ 10 ]            |        |        |
| 제9회  | 1928년 | 네덜란드       | 암스테르담     | Olympic Sports Park Swim Stadium               | 4,440                      | [ 11 ]            |        |        |
| 제10회 | 1932년 | 미국           | 로스앤젤레스   | Swimming Stadium                               | 10000                      | [ 12 ]            |        |        |
| 제11회 | 1936년 | 나치 독일      | 베를린         | Olympic Swimming Stadium                       | 20,000.                    | [ 13 ]            |        |        |
| 제14회 | 1948년 | 영국           | 런던           | 12,500                                         | [ 6 ]                      |                   |        |        |
| 제15회 | 1952년 | 핀란드         | 헬싱키         | Swimming Stadium                               | 12,500                     | [ 14 ]            |        |        |
| 제16회 | 1956년 | 오스트레일리아 | 멜버른         | Swimming/Diving Stadium                        | 6,000                      | [ 15 ]            |        |        |
| 제17회 | 1960년 | 이탈리아       | 로마           | Stadio Olimpico del Nuoto                      | 20,000                     | [ 16 ] [ 17 ]     |        |        |
| 제18회 | 1964년 | 일본           | 도쿄           | National Gymnasium                             | 11,300                     | [ 18 ] [ 19 ]     |        |        |
| 제19회 | 1968년 | 멕시코         | 멕시코 시      | Francisco Márquez Olympic Pool                 | 15,000                     | [ 20 ]            |        |        |
| 제20회 | 1972년 | 서독           | 뮌헨           | 9,182                                          | [ 21 ]                     |                   |        |        |
| 제21회 | 1976년 | 캐나다         | 몬트리올       | Olympic Pool                                   | 10,000                     | [ 22 ]            |        |        |
| 제22회 | 1980년 | 소련           | 모스크바       | Swimming Pool - Olimpisky                      | 13,000                     | [ 23 ]            |        |        |
| 제23회 | 1984년 | 미국           | 로스앤젤레스   | Olympic Swim Stadium                           | 16,500                     | [ 24 ]            |        |        |
| 제24회 | 1988년 | 대한민국       | 서울           | 잠실제1수영장                                  | 8,000                      | [ 25 ]            |        |        |
| 제25회 | 1992년 | 스페인         | 바르셀로나     | Piscines Bernat Picornell                      | 10,000                     | [ 26 ]            |        |        |
| 제26회 | 1996년 | 미국           | 애틀랜타       | Georgia Tech Aquatic Center                    | 15,000                     | [ 27 ] [ 28 ]     |        |        |
| 제27회 | 2000년 | 오스트레일리아 | 시드니         | Sydney International Aquatic Centre            | [ 29 ]                     |                   |        |        |
| 제28회 | 2004년 | 그리스         | 아테네         | 올림픽 아쿠아틱 센터                           | 23,000                     | [ 30 ]            |        |        |
| 제29회 | 2008년 | 중화인민공화국 | 베이징         | Beijing National Aquatic Center                | 17,000                     | [ 31 ]            |        |        |
| 제29회 | 2008년 | 중화인민공화국 | 베이징         | Shunyi Olympic Rowing-Canoeing Park (marathon) | 37,000                     | [ 32 ]            |        |        |
| 제30회 | 1912년 | 영국           | 런던           | Aquatics Centre                                | 17,500                     | [ 33 ]            |        |        |
| 제30회 | 1912년 | 영국           | 런던           | Hyde Park (marathon)                           | Triathlon                  | 3,000.            | [ 34 ] |        |
| 제31회 | 2016년 | 브라질         | 리우데자네이루 |                                                |                            |                   |        |        |
| 제31회 | 2016년 | 브라질         | 리우데자네이루 | Olympic Aquatics Stadium                       | Fort Copacabana (marathon) | 5,000             | [ 35 ] | [ 36 ] |